# Draugr (Exoplanet)
Draugr (PSR B1257+12 b, auch PSR B1257+12 A) ist ein Exoplanet, der den Pulsar Lich umkreist. Aufgrund seiner geringen Masse wird angenommen, dass es sich um einen terrestrischen Planeten in der Größe eines Zwergplaneten handelt. Er ist einer der bisher masseärmsten nachgewiesenen Planeten außerhalb des Sonnensystems (Stand: Juli 2018).

## Entdeckung
Draugr wurde von Aleksander Wolszczan im Jahr 1994 entdeckt und von weiteren Forschern bestätigt, wobei anfängliche Hinweise bereits mit der Entdeckung der beiden anderen bekannten Exoplaneten vorhanden waren. Anders als die Mehrzahl der Exoplaneten wurde er mithilfe der Pulsar-Timing-Methode entdeckt.

## Umlauf und Masse
Der Planet umkreist den Pulsar Lich alle 25,26 Tage, in einer Entfernung von etwa 0,19 Astronomischen Einheiten bei einer Exzentrizität von 0 Prozent und hat eine Masse von etwa 1,329·1023 Kilogramm (0,0222481 Erdmassen), und ist damit ähnlich massereich wie der Saturnmond Titan. Sein Radius beträgt Schätzungen zufolge 2.200 Kilometer.